# Луїс Ортіс (боксер, 1965)
Луїс Ортіс Флорес (англ. Luis Ortiz Flores; 5 листопада 1965) — пуерториканський професійний боксер, призер Олімпійських ігор.

## Аматорська кар'єра
На Олімпійських іграх 1984 завоював срібну медаль.
- В 1/8 фіналу переміг Буала Сакул (Таїланд) — KO-2
- У чвертьфіналі переміг Алекса Діксона (Велика Британія) — KO-2
- У півфіналі переміг Мартіна Ндонго (Камерун) — 3-2
- У фіналі програв Пернеллу Вітакеру (США) — AB-2

Луїс Ортіс став третім після Хуана Євангеліста Венегаса і Орландо Мальдонадо пуерториканським боксером, який завоював олімпійську медаль, і першим з них срібним призером.
Коли Арістідес Гонсалес завоював на Олімпіаді 1984 бронзову медаль у середній вазі, Ортіс і Гонсалес увійшли в історію: ці ігри стали першими Олімпійськими іграми, на яких Пуерто-Рико заробив дві медалі.